# Lionel Abelanski
Lionel Abelanski es un actor francés nacido el 22 de octubre de 1964 en París.

## Biografía
Alumno del Cours Florent, Lionel Abelanski apareció por primera vez en la pantalla 1989 en Romuald et Juliette, pero en sus comienzos, se dedica principalmente al teatro.
A mediados de los noventa se convirtió en una figura familiar en comedias como Delphine 1-Yvan 0 y Didier, dirigidas por Dominique Farrugia y Alain Chabat.
Nominado en 1999 al César al actor revelación por la película Train de vie de Radu Mihaileanu, rodando a continuación numerosos largometrajes. Ha actuado tanto en comedias como Mes amis de Michel Hazanavicius, Ma femme est une actrice de Yvan Attal, Mais qui a tué Pamela Rose? de Eric Lartigau, La Beuze de François Desagnat y Thomas Sorriaux, Bienvenue au gîte de Claude Duty y, más recientemente, Je préfère qu'on reste amis y Nos jours heureux de Éric Toledano y Olivier Nakache, Poltergay de Eric Lavaine.
Lionel Abelanski también ha actuado en dramas como Nationale 7 de Jean-Pierre Sinapi, Le grand rôle de Steve Suissa, Itinéraires de Christophe Otzenberger, Zone Libre de Christophe Malavoy y también películas románticas, como Un petit jeu sans conséquence de Bernard Rapp y Je ne suis pas là pour être aimé de Stephen Briz.
En 2009, fue presidente del jurado de las “Écrans Juniors” de Cannes.

## Filmografía
- 1989: Romuald et Juliette de Coline Serreau.
- 1995: Douce France de Malik Chibane.
- 1996: Delphine 1 - Yvan 0 de Dominique Farrugia: Thierry
- 1996: Un samedi sur la terre de Diane Bertrand.
- 1996: Coup de vice de Patrick Levy.
- 1997: Didier de Alain Chabat: Charly
- 1997: La Femme du cosmonaute de Jacques Monnet.
- 1998: Train de vie de Radu Mihaileanu: Schlomo
- 1999: Mes amis de Michel Hazanavicius.
- 1999: Les Parasites de Felipe Chauveron: Mathias
- 1999: Trafic d'influence de Dominique Farrugia: Serge
- 1999: Le Voyage à Paris de Marc-Henri Dufresne.
- 2000: Nationale 7 de Jean-Pierre Sinapi.
- 2000: Belphégor, le fantôme du Louvre de Jean-Paul Salomé.
- 2001: Ma femme est une actrice de Yvan Attal.
- 2003: El Beuze de François Desagnat y Thomas Sorriaux: Pérez
- 2003: Bienvenue au gîte de Claude Duty: Philippe
- 2003: Mais qui a tué Pamela Rose ? de Eric Lartigau: Thomas Filbee
- 2004: Double zéro de Gerard Pires: Sistema D
- 2004: Un petit jeu sans conséquence de Bernard Rapp: Patrick
- 2004: Narco de Tristan Aurouet y Gilles Lellouche: el director del supermercado
- 2004: Alive de Frédéric Berthe: José
- 2004: Le Grand Rôle de Steve Suissa: Simon Laufer
- 2004: Tout le plaisir est pour moi de Isabelle Broué: Oscar
- 2004: Casablanca Driver de Maurice Barthélémy: el periodista del correo Valón
- 2005: Cavalcade de Steve Suissa.
- 2005: Je ne suis pas là pour être aimé de Stephen Brizé: Thierry
- 2005: Je préfère qu'on reste amis... amigos de Eric Toledano y Olivier Nakache: Daniel
- 2006: Nos jours heureux de Eric Toledano y Olivier Nakache: El conductor del tren
- 2006: Itinéraires de Christophe Otzenberger: Maestro Campion
- 2006: Je déteste les enfants des autres de Anne Fassio: Fred
- 2006: Poltergay de Éric Lavaine: Salopette
- 2007: Zone libre de Christophe Malavoy: Simon
- 2007: Le Syndrome de Jérusalem de Emmanuel Naccache y Stéphane Bélaïsch.
- 2008: Les Yeux bandés de Thomas Lilti.
- 2008: Expiación (película) de Joe Wright.
- 2008: : 15 ans et demi de Thomas Sorriaux y François Desagnat: Guy
- 2008: : Sagan (película) de Diane Kurys:  Bernard Frank ".
- 2009: Safari de Olivier Baroux: Benoît
- 2009: Tellement proches de Eric Toledano y Olivier Nakache: Charly
- 2009: Le Concert de Radu Mihaileanu: Jean-Paul Carrère
- 2010: Protéger et Servir de Eric Lavaine.
- 2010: Imogen McCarthery de Alexandre Charlot y Franck Magnier: Aneurin
- 2010: Quartier lointain de Sam Garbarski: Godin adulto
- 2011: L'Art de séduire de Guy Mazarquil.
- 2012: La banda Picasso de Fernando Colomo: Max Jacob

## Televisión
- 1996: Coeur de cible de Lawrence Heynemann: hombre de la calle
- 1997: Harcelée de Nicolas Cuche: Marcel
- 2000: Time Trialde Jean-Pierre Sinapi:' Anthony
- 2003: Contre la montre de Filomena Esposito: Julien
- 2003: Caméra Café ( 3 episodios).
- 2004: La Nourrice de Renaud Bertrand: Valentin
- 2004: Le Camarguais ( 1 episodio).
- 2004: Maigret ( 1 episodio)
- 2004: Les Femmes d'abord de Peter Kassovitz: Hamor
- 2005: La Famille Zappo (serie)
- 2006: La Belle et le sauvage de Bertrand Arthuys: Berthelot
- 2006: Vive la bombe ! de Jean-Pierre Sinapi: El geólogo
- 2008: Nos enfants chéris, la série ( 3 episodios)
- 2009: Ticket gagnant de Julien Weil: Benoît
- 2009: Palizzi (serie) ( 2 episodios)
- 2010: Mademoiselle Drot de Christian Faure: Hervé Chambart-Martin
- 2010: Au bas de l'échelle de Arnaud Mercadier.

## Teatro
- 1989: Un Mouton à l'Entresol de Eugène Labiche, puesta en escena de Gilles Cohen, Théâtre de la Tempête.
- 1991: Le Mystère de la Chambre Jaunede de Gilles Cohen, Théâtre de la Tempête.
- 1992:  Les Petits Marteaux de Gilles Cohen, Théâtre de la Tempête.
- 1993: Le Plus Heureux des Trois de Eugène Labiche, puesta en escena por Jean-Luc Revol Théâtre Mouffetard.
- 1994: Quisaitout et Grobeta de Coline Serreau, puesta en escena por Benno Besson Théâtre de la Porte Saint-Martin].
- 1998: Germania 3 de Heiner Müller, puesta en escena de Jean-Louis Martinelli Théâtre de la Porte Saint-Martin.
- 1999: Mariages & Conséquences de Alan Ayckbourn, puesta en escena de Catherine Allary Théâtre Tristan-Bernard.
- 2001: Théâtre sans Animaux de Jean-Michel Ribes Théâtre Tristan-Bernard.
- 2003: Bashof Neil Labute, puesta en escena por Pierre Laville Studio des Champs-Elysées.
- 2008: Geronimo de David Decca, puesta en escena por Caroline Duffau y Serge Hazanavicius, Théâtre de Paris.
- 2009: Les Insatiables de Hanoch Levin, puesta en escena de Guila Braoudé Studio des Champs-Elysées.
- 2010: Miam-Miam de Edouard Baer, puesta en escena por el autor.
- 2011: El método Grönholm Jordi Galceran, puesta en escena de Thierry Lavat Théâtre Tristan-Bernard.

## Traducción
- Datos: Q1341507
- Multimedia: Lionel Abelanski / Q1341507